# Sint-Leonarduskapel (Koningslust)

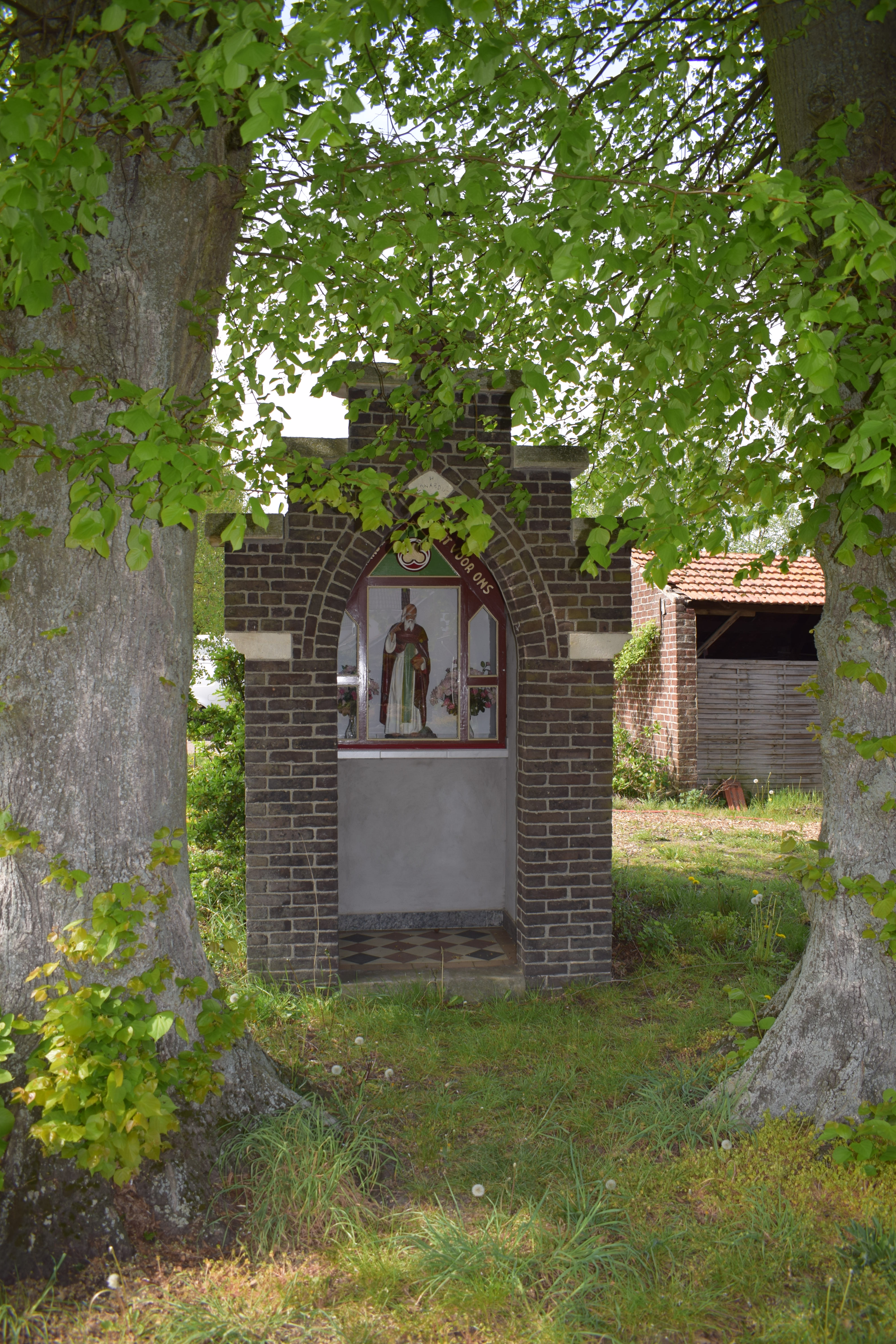
De Sint-Leonarduskapel

De Sint-Leonarduskapel is een kapel in Koningslust in de Nederlandse gemeente Peel en Maas. De kapel staat op de hoek van de straten De Brentjes en Poorterweg in het noordwesten van het dorp.
Op ongeveer 600 meter naar het noordoosten staat de Sint-Antoniuskapel en op ongeveer 800 meter naar het oosten de Mariakapel.
De kapel is opgedragen aan de heilige Leonardus van Noblat. Naast de kapel staat twee oude lindebomen.

## Geschiedenis
Oorspronkelijk stond er hier een wegkruis die na vele decennia weer verdwenen was.
Op de plaats van dit wegkruis werd aan het begin van de 20e eeuw een veldkapel gebouwd, waarover twee overleveringen bekend zijn. Het ene verhaal vertelt over de boer Kluijtmans die na het sterven van veel runderen de belofte deed een kapel te bouwen als de sterfte zou stoppen. Toen dat gebeurde bouwde de boer hier een kapel. Het andere verhaal vertelt dat in de familie van Jac de Bruin-Engels de vader van het gezin aan zware reuma leed en het gezin beloofde dat als de pijn van vader zou verminderen ze een kapel zouden bouwen. Toen dat gebeurde bouwde men de kapel.

## Gebouw
De niskapel is opgetrokken in rode bakstenen op een rechthoekig plattegrond en wordt gedekt door een zadeldak met pannen. De frontgevel is een trapgevel met verbrede aanzet met op de top een ijzeren kruis. De uitkraging rust aan beide zijden op een witte natuursteen. De frontgevel bevat de spitsboogvormige toegang tot de kapel waarbij de sluitsteen een witte natuursteen is met daarin een tekst gegraveerd: H Leonardus.
Van binnen is de kapel wit bepleisterd en overwelft door een spitstongewelf. De achterwand is in de onderste helft naar voren geplaatst met daarboven een meervoudig venster in een donkerrode omlijsting met goudkleurige randen. Links en rechts zijn elk twee kleine vensters aangebracht en in het midden een groot venster. Achter dit venster staat een beeld van Sint-Leonardus die gekleed is in een bruine pij. Hij houdt met zijn linkerhand een gesloten boek vast en bij zijn linkervoet liggen ketenen waarvan er een verbroken is. Boven het middelste venster is een groene driehoek geschilderd met daarin een rode cirkel met daarin een goudkleurige driepas. Links en rechts van de groene driehoek staat in gouden letters een tekst:

H. Leonardus bidt voor ons